# Futbol Klubu Mil-Muğan İmişli
Il Futbol Klubu MKT-Araz İmişli è stata una società calcistica azera che giocava le proprie gare interne nella città di İmişli.
Viene fondata nel 2004 come espressione calcistica della МКТ Istehsalat-Kommersiya, una società produttrice di cotone.  Immediatamente viene ammessa alla massima serie, la Yüksək dəstə. 
Per due anni consecutivi raggiunge l'ottavo posto. Nel 2007 arriva alla finale di Coppa d'Azerbaigian, perdendola 1-0 contro l'FK Khazar Lenkoran.
La squadra ha disputato due edizioni di coppa europea, la Coppa Intertoto 2006 e la Coppa UEFA 2007-2008.
Poco prima dell'inizio del campionato 2007/08 (e appena dopo l'eliminazione dalla Coppa UEFA), il presidente vendette tutti i giocatori e non iscrisse la squadra alla Premyer Liqası.
Con l'appoggio dell'AFFA si iscrisse alla seconda serie nazionale schierando le riserve dell'anno precedente. 
Dal 2013 prosegue l'attività con il nome di Mil-Muğan FK, sempre con colori sociali verde e bianco. 
Nel 2018 la società si estingue. 
A partire dal 2006 e fino alla sparizione, la società ha giocato le sue partite interne all'Heydar Aliyev Stadium. 

## MKT-Araz İmişli nelle coppe europee
| Stagione | Torneo          | Turno          | Nazione             | Club                | Andata | Ritorno | Totale |
| -------- | --------------- | -------------- | ------------------- | ------------------- | ------ | ------- | ------ |
| 2006     | Coppa Intertoto | 1º turno       | Moldavia (bandiera) | FC Tiraspol         | 1-0    | 0-2     | 1-2    |
| 2007-08  | Coppa UEFA      | 1° preliminare | Polonia (bandiera)  | Dyskobolia Grodzisk | 0-0    | 0-1     | 0-1    |

## Palmarès

### Altri piazzamenti
- Coppa d'Azerbaigian:

Finalista: 2006-2007
Semifinalista: 2004-2005